# Јенкитаун (Флорида)
Јенкитаун (енгл. Yankeetown) град је у америчкој савезној држави Флорида. По попису становништва из 2010. у њему је живело 502 становника.

## Демографија
Према попису становништва из 2010. у граду је живело 502 становника, што је 127 (20,2%) становника мање него 2000. године.
| Група             | 2000.       | 2010.       |
| Белци             | 606 (96,3%) | 480 (95,6%) |
| Афроамериканци    | 0 (0,0%)    | 0 (0,0%)    |
| Азијати           | 5 (0,8%)    | 1 (0,2%)    |
| Хиспаноамериканци | 4 (0,6%)    | 9 (1,8%)    |
| Укупно            | 629         | 502         |